# Wrestling Society X
Wrestling Society X (WSX) foi uma promoção profissional de wrestling criada em 2006, por Kevin Kleinrock e Houston Curtis. Destinado aos amantes de luta americana que passa na MTV. Muitas explosões, choques eléctricos, "cadeiradas", e muitas muitas mesas partidas, é sem duvida um programa onde a adrenalina não falta. Comparativamente a outros programas de wrestling este é sem duvida o programa com menos "tempos mortos". Contudo foi um projecto falhado da MTV que já terminou.

## Elenco
Wrestlers
- 6-Pac (Sean Waltman)
- Aaron "Jesus" Aguilera
- Alkatrazz (Brian Flemming)
- Babi Slymm (Tony Drake)
- Ricky Banderas (Gilbert Cosme)
- Tyler Black (Colby Lopez)
- Arik Cannon
- Matt Classic (Scott Colton)
- Justin Credible (Peter Polaco)
- Matt Cross (Matthew Capiccioni)
- Delikado (Benny Cuntapay)
- Disco Machine (Michael Mondragon)
- El Hombre Blanco Enmascarado
- Jack Evans
- Vic Grimes
- Hamrick (Chris Hamrick)
- Teddy Hart (Teddy Annis)
- Luke Hawx (Oren Hawxhurst)
- Horiguchi (Genki Horiguchi)
- Human Tornado (Craig Williams)
- Jimmy Jacobs (Chris Scoville)
- Mongol (Tony Ramos)
- Joey "Kaos" Munoz
- Lil' Cholo
- New Jack (Jerome Young)
- Puma (T.J. Perkins)
- Josh "Jug" Raymond (Josh Abercrombie)
- Markus Riot
- Ruckus (Claude Marrow)
- Joey Ryan (Joseph Meechan)
- Scorpio Sky
- Matt Sydal
- Vampiro (Ian Hodgkinson)
- Nate Webb
- Yoshino (Masato Yoshino)
- Youth Suicide (Andre Verdun)

Managers
- El jefe - manager of The Cartel
- Nic Grimes (Sara Amato) - manager de Arik Cannon & Vic Grimes
- Sakoda (Ryan Sakoda) - manager de Team Dragon Gate
- Lizzy Valentine (Elizabeth Miklosi) - manager de Matt Sydal
- Johnny Webb - manager dos The Trailer Park Boyz

Árbitros
- Patrick Hernandez - senior referee
- Rick Knox
- John Moore
- Danny Ramirez

Comentadores
- Bret Ernst - color commentator
- Fabian Kaelin (Ryan Katz) - Anfitrião de WSXtra e anunciador do ringue
- Kris Kloss - analista do jogo-por-jogo
- Lacey - Anfitrião de WSXtra e intrevistador

Equipes de tag team
- Alkatrazz & Luke Hawx
- Arik Cannon & Vic Grimes
- D.I.F.H. (Do It For Her) (Jimmy Jacobs & Tyler Black)
- Keepin' It Gangsta (Babi Slymm & Ruckus)
- Los Pochos Guapos (Aguilera & Kaos)
- Team Dragon Gate (Horiguchi & Yoshino)
- That 70's Team (Disco Machine & Joey Ryan)
- The Cartel (Delikado, Lil' Cholo, & Mongol)
- The Filth and The Fury (Matt Cross & Teddy Hart)
- The Trailer Park Boyz (Nate Webb & Josh Raymond)

Bookers
- Kevin Kleinrock
- Cody Michaels
- Vampiro -também wrestler